# Oxi
Oxi (gesprochen oschi, von Spanisch/Portugiesisch oxidado für „Rost“) ist ein Kokain-Derivat. Die Droge findet in Brasilien zunehmend Verbreitung.

## Zusammensetzung
Für die Produktion werden Reste von Kokainsulfat („Kokainpaste“) und Benzin oder Kerosin sowie Calciumoxid (gebrannter Kalk) verwendet. Der Anteil der Zusatzstoffe äußert sich in der Farbe der Droge. Die Zubereitung ist vergleichsweise einfach, die Droge selbst aufgrund der verwendeten Substanzen vergleichsweise billig. Insbesondere ist zur Herstellung kein Labor nötig.
Calciumoxid ergibt mit Wasser stark basisches Calciumhydroxid, das mit Kokainsulfat zu Calciumsulfat (Gips) und freiem Kokain (Kokainbase) reagiert.

## Konsum
Oxi wird in Form einer Art harten Gebäcks in einer Pfeife oder einem eingerollten Stück Pappe geraucht. Etwa 20 Sekunden später setzt massiv der Rausch ein, der circa 15 Minuten dauert. Wenige Minuten später folgt der Drang noch mehr davon zu inhalieren. Als Folge treten später Schlaflosigkeit, Nervosität und Erbrechen, dann alsbald offene Wunden, Zahnausfall, Nervenflimmern und Herzanfälle auf.
Große Verbreitung findet die Droge durch den niedrigen Preis im Bereich von nur 2–5 Real (1–2 Euro). Nachdem die Droge anfangs im Bundesstaat Acre und dessen Hauptstadt Rio Branco anzutreffen war, hat sie sich inzwischen in großen Teilen Brasiliens verbreitet.
Die Droge steht in dem Ruf, sofort abhängig zu machen, schwere Hirnschäden zu verursachen und oftmals binnen eines Jahres zum Tode zu führen.